# Bogdan Kominowski
Bogdan Kominowski, né le 22 avril 1945 près de Düsseldorf, est un acteur et chanteur néo-zélandais  d'origine polonaise.

## Biographie
Il est né des parents polonais dans un camp de concentration nazi à la fin de la Seconde Guerre mondiale. Son père a été tué, Bogdan s'installe avec sa mère à Palmerston North en Nouvelle-Zélande en 1949.
En 1963, il termine ses études secondaires pour entrer à l'école d'instituteurs de Palmerston North. Il y rejoint un groupe de musique nommé The Cyclones et prend pour surnom Mr. Lee Grant. Après avoir remporté plusieurs succès en Nouvelle-Zélande, il s'installe à Londres le 3 mars 1968. Loin de ses fans, Mr Lee Grant voit sa popularité chuter. Il se tourne alors vers la télévision et le cinéma pour jouer sous son nom de naissance.

## Cinéma
- Elvis (comédie musicale)
- Dangereusement vôtre

## Télévision
- Oh Boy

## Comédie musicale
- Jesus Christ Superstar
- Phantom of the Opera